# Булітко Вікторія Сергіївна

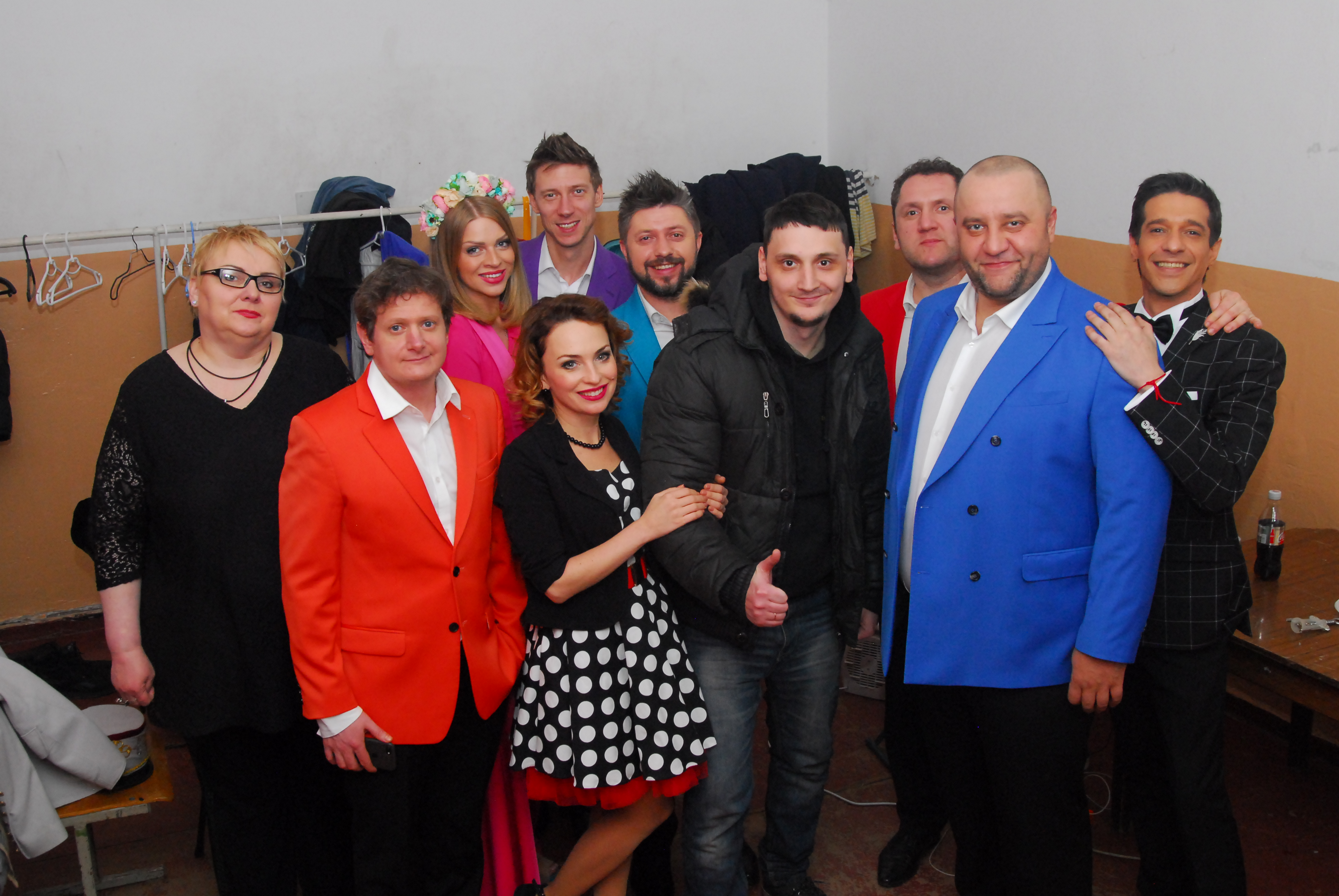
Актори «Дизель шоу» у Мелітополі, 2018

Вікторія Сергіївна Булітко (нар. 25 січня 1983, Запоріжжя, УРСР) — українська акторка театру та кіно, співачка та музикантка.

## Життєпис
Народилася 25 січня 1983 в Запоріжжі в родині педагогів.
Закінчила фізико-математичний клас школи № 23.
2000 року закінчила театральне відділення Запорізького національного університету, факультет соціальної педагогіки та психології за спеціальністю акторка театру та кіно. Педагоги — заслужена артистка України Л. І. Фриган, заслужений діяч мистецтв України Г. В. Фортус.

### Театр
З 2001 по 2008 року працювала в Запорізькому академічному театрі молоді.
2008 року переїжджає до Києва і починає активно зніматися у низці теле- та кінопроєктах.
З 2008 по 2016 рік була акторкою Київського академічного драматичного театру на Подолі.

### Драматичні ролі
У Театрі на Подолі з художнім керівником Віталієм Малаховим Булітко проявляється в драматичному амплуа. 2010 року ставиться вистава «Минулого літа в Чулімську» Олександра Вампілова, де Булітко грає головну роль і виконує власні пісні. За цю роль вона отримує премію «Київська пектораль» (2012) у двох номінаціях: «Найкраща жіноча роль», «Найкраща музична концепція вистави».

### Гумор
Після університету Вікторія з колегою Ольгою Кияшко створили дует «Халва», виступали у міських СТЕМ-фестивалях, брали участь у Кубку міського голови, їздили на інші КВК-фестивалі. Дует тричі перемагав на ялтинському фестивалі «Золотий кролик» (2005, 2006, 2007).
В 2007 Булітко брала участь у шоу «Останній комік» на телеканалі ICTV 2010 року Вікторія та Ольга брали участь у скетч-шоу «Красуні» Нового каналу.
У 2011 Вікторію Булітко було запрошено як співачу акторку в команду КВК «Дівчата з Житомира». На ювілейному фестивалі «Голосний КіВіН -2011» в Юрмалі команда була нагороджена «Великим КіВіНом у темному». Там відбувся перший музичний дует з Мариною Поплавською, де вони виконали пісню «Зона, Шенгенська зона», після чого продовжили творчість у «Дизель-студіо».

### Дизель-студіо
З 2015 року працює у «Дизель Студіо». Знімається в проєктах студії: «Дизель-шоу», скетч-шоу «На трьох», серіал «Вижити за будь-яку ціну» та «Dizel-night». У 2019 році брала участь у шоу «Танці з зірками» на телеканалі 1+1.

## Фільмографія
| рік       | стрічка                                | роль                                               | примітки                |  |
| --------- | -------------------------------------- | -------------------------------------------------- | ----------------------- |  |
| 2008      | «Веселі усмішки» (серіал) (Україна)    | Любочка                                            | [ 21 ]                  |  |
| 2008      | «Втеча з нового життя» (фільм)         |                                                    |                         |  |
| 2008      | «Небезпечна заздрість» (серіал)        |                                                    |                         |  |
| 2008      | «Чужі помилки» (серіал)                |                                                    |                         |  |
| 2009      | «Повернення Мухтара-2» (серіал)        | Олена Барсукова                                    | 5 сезон, 70 серія       |  |
| 2009      | «Світ Соні» (серіал)                   |                                                    |                         |  |
| 2009      | «Дурейтер» (серіал)                    |                                                    |                         |  |
| 2010      | «Красуні» (серіал)                     | Різні ролі                                         | скетч                   |  |
| 2010      | «За законом» (серіал)                  | Марина Цехмейструк                                 | серія «Гостинця смерті» |  |
| 2010      | «Повернення Мухтара-2» (серіал)        | Поліна Сосніна                                     | 6 сезон, 79 серія       |  |
| 2011-2013 | «Три сестри» (серіал) (Україна)        | Руда(головна)                                      | сезон 1-6               |  |
| 2011      | «Маршрут милосердя» (серіал)           | Галя                                               | 71 серія                |  |
| 2011      | «Таксі» (серіал)                       | Евгенія                                            | 2 сезон, 5 серія        |  |
| 2012      | «Байки Мітяя» (серіал)                 | репортер програми «Великі скандали» Тетяна Руденко | 15, 17, 19 серія        |  |
| 2012      | «Алмазний хрест» (фільм) (Україна)     |                                                    |                         |  |
| 2012      | «Щоденник вагітної» (серіал) (Україна) | Олена, вагітна (головна)                           | [ 26 ]                  |  |
| 2013      | «Онлайн» (скетч)                       |                                                    |                         |  |
| 2013      | «Жіночий лікар» (серіал)               | Вікторія Ратушна                                   |                         |  |
| 2013      | «Одинокі серця» (фільм)                | Євгенія                                            |                         |  |
| 2013      | «Дамочки рулять» (серіал)              | мама Анастасії                                     |                         |  |
| 2014      | «Алмазний хрест» (фільм)               | Ольга                                              |                         |  |
| 2014      | «Онлайн 2.0» (скетч)                   |                                                    |                         |  |
| 2014      | «Шукаю дружину з дитиною» (фільм)      | Катерина                                           |                         |  |
| 2014      | «Онлайн. Поза мережею (скетч)          |                                                    |                         |  |
| 2015      | »Гречанка" (серіал)                    | Юлія                                               |                         |  |
| 2015      | «Маслюки» (скетч)                      | жінка олігарха                                     |                         |  |
| 2015      | «Забути та згадати» (серіал)           | офіціантка                                         |                         |  |
| 2015      | «Це любов 2» (серіал)                  | Наталія                                            |                         |  |
| 2015      | «Пес» (серіал)                         | Мочалка                                            | серія «Місце»           |  |
| 2015      | «Слідчі» (серіал)                      | Тамара Римань                                      |                         |  |
| 2015      | «Погана сусідка» (фільм)               | Лора                                               |                         |  |
| 2015      | «Два плюс два» (фільм)                 | Олена                                              |                         |  |
| 2015      | «Онлайн 4.0» (скетч)                   |                                                    |                         |  |
| 2015      | «Центральна лікарня» (серіал)          | Ася                                                |                         |  |
| 2015      | «Чорна квітка» (фільм)                 | Марія                                              |                         |  |
| 2015      | «Прокурори» (серіал)                   | Лариса                                             |                         |  |
| 2015      | «На трьох» (скетч)                     |                                                    | 1 сезон                 |  |
| 2016      | «Краща партія» (фільм) (Україна)       | співробітниця поліції, сержант                     |                         |  |
| 2016      | «На трьох» (скетч)                     |                                                    | 2, 3 сезон              |  |
| 2017      | «На трьох» (скетч)                     |                                                    | 4, 5 сезон              |  |
| 2018–2021 | «На трьох» (скетч)                     |                                                    | 6-12 сезон              |  |
| 2018      | Папаньки                               | Помічниця                                          |                         |  |
| 2019      | «Вижити за будь-яку ціну»              | Вікторія Вовчаренко                                | 1 сезон                 |  |
| 2019      | Готель Едельвейс                       | співробітник поліції                               |                         |  |
| 2020      | Папаньки 2                             | Помічниця                                          |                         |  |
| 2020      | «Вижити за будь-яку ціну»              | Вікторія Вовчаренко                                | 2 сезон                 |  |
| 2021      | Папаньки 3                             | Ольга Миколаївна                                   |                         |  |

## Телевізійні проєкти
| рік       | назва                                       | телеканал              | роль                             | примітка | нагороди                                      |                                           |
| --------- | ------------------------------------------- | ---------------------- | -------------------------------- | --- | --------------------------------------------- | ----------------------------------------- |
| 2005-2006 | Міжнародний фестиваль естрадних мистецтв    |                        | Дует «Халва»                     | | «Приз чарівність», 1 місце «Розмовний жанр» . | [ 27 ] [ 28 ]                             |
| 2006      | Передача «Ялта-Москва-Транзит»              | НТВ (Росія)            | ведуча                           | |                                               |                                           |
| 2007      | Гумор. програма «Останній комік»,.          | ICTV                   | учасниця                         | |                                               | [ 29 ]                                    |
| 2007      | КВК гала-концерт у Сочі 2007                | «Перший канал» (Росія) | команда «4 поверх»               | |                                               |                                           |
| 2007      | Жіночий stand-up COMEDY «Бігуді Шоу»        | ТЕТ                    | Дует «Халва»                     | |                                               |                                           |
| 2008      | Гумор. телепередача «Сміх без правил»       | ТНТ (Росія)            | Дует «Халва»                     | |                                               |                                           |
| 2009      | Телепередача «Анекдоти по-українськи»       | ICTV                   | оповідач анекдотів               | |                                               |                                           |
| 2011      | Телепроєкт «Велика різниця по-українськи»   | ICTV, 1+1              | Наташа Гордієнко, Ірма Вітовська | 15, 19, 21 випуски. Скетчі: програма «Від панянки до пацанки», гурт «Ліцей», шоу «Давай одружимося!», програми «Голос країни». |                                               |                                           |
| 2011-2012 | КВН фестиваль в Юрмалі « Голосує КіВіН „    | “Перший канал» (Росія) | «Дівчата з Житомира»             | |                                               |                                           |
| 2012      | КВН найвища ліга «Кубок президента України» | Перший національний    | «Дівчата з Житомира»             | |                                               |                                           |
| 2012      | Телепроєкт «Добрий вечір»                   | 1+1                    | актриса                          | |                                               |                                           |
| 2012      | Телепроєкт «Кузня зірок 3»                  | ТЕТ                    | актриса                          | |                                               |                                           |
| 2013      | «Зіркануті»                                 | Пятница (Росія)        | актриса                          | |                                               |                                           |
| 2013      | «Супергерої»                                |                        | актриса                          | |                                               |                                           |
| 2015      | «Дизель Шоу»                                | ICTV                   | актриса                          | |                                               | [ 30 ] [ 31 ] [ 32 ] [ 33 ] [ 34 ] [ 35 ] |
| 2016      | «Dizel-ранок»                               | ICTV                   | ведуча                           | |                                               | [ 36 ] [ 37 ]                             |
| 2016      | Доброго вечора на «Інтері»                  | Інтер                  | учасниця                         | |                                               | [ 38 ] [ 39 ]                             |
| 2016      | «Хто зверху?»                               | Новий канал            | учасниця                         | 5 сезон. 2 серія |                                               | [ 40 ] [ 41 ]                             |
| 2017      | «СуперІнтуїція»                             | Новий канал            | учасниця                         | 3 сезон. 5 випуск |                                               | [ 42 ]                                    |
| 2017      | «Комік на мільйон»                          | ICTV                   | запрошена зірка                  | |                                               | [ 43 ]                                    |
| 2018      | «Хто зверху?»                               | Новий канал            | учасниця                         | 7 сезон |                                               |                                           |
| 2018      | «СуперІнтуїція»                             | Новий канал            | учасниця                         | 4 сезон |                                               |                                           |
| 2021      | «Dizel Night»                               | СТБ                    |                                  | |                                               |                                           |

## Ролі в театрі
| Київський академічний драматичний театр на Подолі (2008—2016) |                                        |                              |                                                                                          |
| рік                                                           | спектакль                              | роль                         | режисер                                                                                  |
| 2009                                                          | «Мертві душі»                          | Манілова Лізонька            | Заслужений артист України Ігор Славинський                                               |
| 2009                                                          | «Ігри олігархів»                       | Учасниця реклам та анонсів   | Народний артист України, лауреат Національної премії ім. Тараса Шевченка Віталій Малахов |
| 2010                                                          | «Опера мафіозо»                        | Олівія                       | Народний артист України, лауреат Національної премії ім. Тараса Шевченка Віталій Малахов |
| 2011                                                          | «La Bonne Anna, або як зберегти сім'ю» | Анна (головна роль)          | Заслужений артист України Ігор Славинський                                               |
| 2011                                                          | «На дні»                               | Настя                        | Народний артист України, лауреат Національної премії ім. Тараса Шевченка Віталій Малахов |
| 2011                                                          | «Минулого літа у Чулімську»            | Валентина (головна)          | Народний артист України, лауреат Національної премії ім. Тараса Шевченка Віталій Малахов |
| 2012                                                          | «Люксембурзький сад»                   | Шансоньє                     | Заслужений артист України Ігор Славинський                                               |
| 2012                                                          | «Шість чорних свічок»                  | Венді                        | Народний артист України, лауреат Національної премії ім. Тараса Шевченка Віталій Малахов |
| 2015                                                          | «Вічно живі»                           | Вероніка Богданова (головна) | Народний артист України, лауреат Національної премії ім. Тараса Шевченка Віталій Малахов |
| Запорізький академічний театр молоді (2000—2008)              |                                        |                              |                                                                                          |
| спектакль                                                     | роль                                   | режисер                      |                                                                                          |
| Брехня на довгих ногах                                        | Ольга Чіголелла                        | Г. Фортус                    |                                                                                          |
| Дохідне місце                                                 | Стеша                                  | В. Денисенко                 |                                                                                          |
| Кришталеве серце                                              | Принцеса Нітенісенка                   | И. Яновська                  |                                                                                          |
| Місье Амількар                                                | Вірджинія                              | Г. Фортус                    |                                                                                          |
| Теремок                                                       | Мишка                                  | В. Голяк                     |                                                                                          |
| Безимена зірка                                                | Учениця                                | В. Денисенко                 |                                                                                          |
| Три порося                                                    | Ніф-ніф                                | А. Тихоміров                 |                                                                                          |
| Пригоди в країні МДД                                          | Бандитка                               | Г. Фортус                    |                                                                                          |

## Музична кар'єра
Вокалістка гурту «Булітка» — авторка усіх пісень (текстів і музики). Авторка багатьох композицій для різних ТВ-проєктів (СТБ, К1, тощо).
2023 року з Кирилом Поповичем заснувала гурт «METELyK». В листопаді вийшов дебютний кліп «Ніч».
23 лютого 2024 року вийшов кліп «Лютий», присвячений роковинам початку повномасштабного вторгнення рф до України.
13 серпня 2025 року вийшла пісня BULITKA - РАЗОМ спочатку створена для дітей Табору Разом, а потім було вирішено запустити її на загал 
| дата          | пісня                     |
| ------------- | ------------------------- |
| Листопад 2023 | «Ніч»                     |
| Лютий 2024    | «Лютий»                   |
| Червень 2024  | "Ти чому на мене дивишся" |
| Серпень 2024  | "Твої губи"               |
| Листопад 2024 | "Нервовий зрив"           |
| Січень 2025   | "Я не можу без тебе"      |
| Лютий 2025    | "Коли війна"              |

## Участь у конкурсах та фестивалях
- 2012 — Фестиваль «Добрий театр — 2012» Енергодар, Україна[48][49]

## Родина
- Заручена з Кирилом Поповичем[50]

## Відзнаки і нагороди

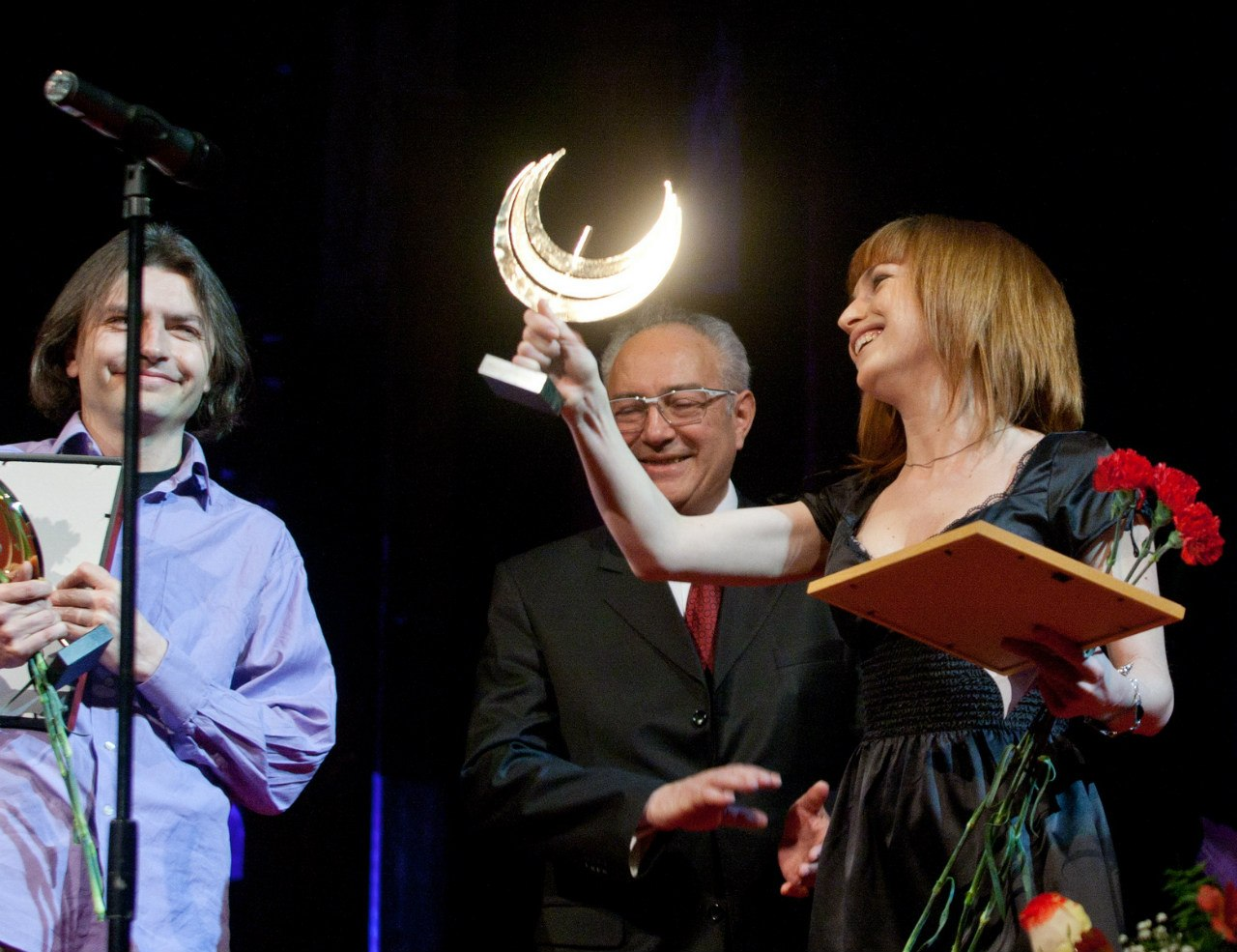
Отримання нагороди «За найкраще виконання жіночої ролі», театральна премія Київська пектораль (2012)

- 2009 — Театральна премія ім. Амвросія Бучми «Бронек-2009»  
номінація «Мистецька надія».[51]
- 2011 — фестиваль «Голосячий КіВіН 2011» Латвія, Юрмала 
«Великий КіВіН у темному» в складі команди «Дівчата з Житомира».[17]
- 2012 — фестиваль «Добрий Театр» 
«Найкраща жіноча роль» за роль Валентини у виставі «Минулого літа в Чулимську» за п'єсою Вампілова.[52][53]
- 2012 — Лауреатка театрального голосування «Вірю!» 
«Найкраще виконання жіночої ролі» за роль Валентини у виставі «Минулого літа в Чулимську» художній керівник народний артист України, лауреат Національної премії ім. Шевченка Віталій Малахов.[54]
- 2012 — Лауреатка XX ювілейної театральної премії «Київська пектораль» 
«За найкращу музичну концепцію» Вікторія Булітко і Іван Небесний спектакль «Минулого літа в Чулимську» за п'єсою Вампілова.[55][56][57]
- 2012 — Лауреатка XX ювілейної театральної премії «Київська пектораль» 
«За найкраще виконання жіночої ролі» Вікторія Булітко за роль Валентини у виставі «Минулого літа в Чулимську» за п'єсою Вампілова. Театр на Подолі, м. Київ художній керівник, народний артист України, лауреат Національної премії ім. Тараса Шевченка Віталій Малахов.[58][59][60][61][62]
- 2012 — лауреатка загальнонаціональної премії «Людина року» у номінації «Нова генерація року»[63].